# الكاتدرائية (كتاب للأطفال)
الكاتدرائية: قصة بنائها هو كتاب مصور من تأليف ديفيد ماكولاي نُشر عام 1973 بواسطة هوتون ميفلين، وكان الكتاب الأول للمؤلف.
تحكي الكاتدرائية قصة بناء كاتدرائية عظيمة في العصور الوسطى باستخدام رسومات بالقلم والحبر. فازت بجائزة Deutscher Jugendliteraturpreis لعام 1975 عن قصص الأطفال الواقعية. حولت إلى فيلم وثائقي تلفزيوني في عام 1986.

## روابط خارجية
الكاتدرائية: قصة بنائها بقلم ديفيد ماكولاي
- عرض PBS خاص لمدة ساعة على كاتدرائية ماكولاي
- مقابلة NPR داخل الكاتدرائية الوطنية